# 2022 у Черкаській області
Стаття про головні події Черкаської області у 2022 році.

## Ювілеї

### Видатних людей
- 12 травня — 140-річчя від дня народження Кирила Григоровича Стеценка (1882—1922), відомого українського композитора, хорового диригента і музично-громадського діяча, уродженця села Квітки Звенигородського району.
- 6 жовтня — 140 років від дня народження Кароля Шимановського (1882—1937), польського композитора, педагога, музичного діяча і публіциста, уродженця села Тимошівка Черкаського району.
- 11 листопада — 140 років від дня народження Федора Петровича Швеця (1882—1940), громадсько-політичного і державного діяча, ученого-геолога, член Центральної Ради, члена Директорії УНР, уродженця села Жаботин Черкаського району.
- 28 листопада — 100 років від дня народження Андрія Івановича Яковліва (1872—1955), громадського і державного діяча, правника, історика, члена Центральної Ради, уродженця Чигирина.

### Річниці заснування, утворення
- 13 березня — 20-річчя державного історико-культурного заповідника «Трипільська культура»
- 25 березня — 30-річчя Національного історико-культурного заповідника «Батьківщина Шевченка»
- 22 травня — 30-річчя Черкаського художнього музею
- 25 вересня — 40 років від часу введення в дію Канівської ГЕС
- 100-річчя Звенигородського краєзнавчого музею
- 110-річчя Черкаського політехнічного фахового коледжу
- 50-річчя від часу заснування Черкаської обласної організації НСПУ[1]

## Події

### Російське вторгнення в Україну
- 24 лютого:
  - На території Черкаської області зранку зазнали атак з повітря військова частина біля с. Дубіївка Черкаського району, військова частина біля с. Розсішки Уманського району, військова частина у Смілі у районі «Загребля»; невідомий снаряд влучив у м. Умань; пошкоджено від вибуху школу у с. Паланка Уманського району. Загинула 1 людина, 23 цивільних людини поранено.[2][3]
  - Під час атаки на острів Зміїний прикордонник Роман Грибов, уродженець Золотоноші, на пропозицію здатись промовив фразу «Русский военный корабль, иди на хуй». Фраза стала одним із символів боротьби з російськими окупантами.[4]
- 25 лютого біля с. Вознесенське Золотоніського району українські військові збили російський літак[5].
- 27 лютого ввечері на Черкащині внаслідок авіударів сталося чотири влучання: три в місті Черкаси й одне в Чорнобаївському районі, постраждалих немає. Над Черкасами збито ворожий безпілотний літальний апарат.[6]
- 11 березня над територією Черкаської області сили ППО збили ворожу ракету. Її уламки впали на подвір'я, пошкодивши будинок і кілька авто. Потерпілих немає.[7]
- 16 березня над територією Черкаської області сили ППО збили ворожу ракету. Уламки пошкодили лінію електропередач.[8]
- 19 квітня за даними керівника обласної військової адміністрації Ігоря Табуреця, в Черкаській області проживає більше ніж сто тисяч внутрішньо переміщених людей[9].
- 5 травня — під Черкасами сили ППО збили дві ракети.[10]
- 26 червня — внаслідок ракетних ударів двома ракетами пошкоджено міст через річку Дніпро поблизу Черкас. Одна людина загинула і п'ятеро травмовано. Через черкаську дамбу заборонено проїзд автомобільного транспорту понад 8 тонн. Також скасовано рух деяких поїздів.[11][12]
- 16 липня — стратегічні бомбардувальники Ту-95МС російських окупаційних військ завдали ракетного удару з району Каспійського моря: випущено шість ракет типу Х-101 (Х-555). Дві з них влучили в село в Чигиринській громаді — там знищено сільськогосподарську техніку та завдано шкоди нечисельному поголів'ю худоби.[13]
- 8 серпня — в Уманському районі сили ППО збили російську ракету. Уламками пошкоджено об'єкт цивільної інфраструктури; одна людина загинула, ще одна отримала ушкодження.[14]
- 24 серпня — над Черкаською областю силами ППО збито ракету. Постраждалих немає.[15]
- 23 листопада — внаслідок масового ракетного обстрілу Росією території України, на Черкащині знеструмлено значну частину області; застосовано спеціальні графіки аварійних відключень електроенергії.[16]

### Політика
- 1 березня Президент України Володимир Зеленський звільнив Олександра Скічка з посади голови Черкаської обласної державної адміністрації та призначив на неї Ігоря Табурця[17].

### Культурні події
- 25—26 червня у Холодному Яру відбулися 26-ті вшанування Героїв Холодного Яру. Цьогоріч вони зібрали значно менше людей, ніж у мирний час. Проведено традиційне освячення зброї, концертну програму та пам'ятні заходи на різних локаціях.[18].
- 20 листопада співачка Марія Квітка з м. Корсунь-Шевченківський стала переможницею 12-го сезону конкурсу «Голос країни»[19].

### Інші події
- 24 січня школи м. Черкаси перейшли на дистанційний режим навчання через низку повідомлень про замінування шкіл та інших об'єктів міста протягом 12-20 січня 2022 року[20].
- 25 вересня — попри війну, на святкування єврейського нового року Рош га-Шана в Умань прибуло близько 23 тис. хасидів з різних країн світу[21].

### Спортивні події
- Зимові Паралімпійські ігри 2022:
  - 5 березня черкащанин Григорій Вовчинський завоював золоту медаль з біатлону на дистанції 6 кілометрів.[22]
  - 8 березня Григорій Вовчинський завоював срібну медаль з біатлону на дистанції 10 кілометрів[23].
  - 9 березня Григорій Вовчинський завоював бронзову медаль у лижних перегонах (спринт вільним стилем, дистанція — 1,5 км)[24].
  - 11 березня Григорій Вовчинський здобув бронзову медаль у біатлоні на дистанції 12,5 км у класі LW8[25].
  - 13 березня Григорій Вовчинський разом із Дмитром Суярком, Василем Кравчуком та Анатолієм Ковалевським стали чемпіонами в естафетній гонці 4х2,5 кілометри[26].
- Ігри нескорених 2020:
  - 17 квітня черкащанин Артем Лукашук здобув срібну медаль у стрибках в довжину[27].
  - 18 квітня — черкащанин Сергій Прядка здобув золото у штовханні ядра[28].
- Літні Дефлімпійські ігри 2022:
  - 9 травня Лука Нетяга, студент Уманського державного педагогічного університету ім. П. Тичини, здобув золото із дзюдо у категорії до 90 кг[29].
  - 15 травня у складі чоловічої збірної з футболу черкащани Віктор Пустовіт і Богдан Мишенко вибороли золоті нагороди[30].
- 15 травня черкащани Богдан Кулинич та Іван Доненко у складі Паралімпійської збірної України перемогли на Кубку світу з футболу[31].
- 14 липня — на Всесвітніх іграх 2022 черкащанин Роман Щербатюк став бронзовим призером у змаганнях з кікбоксингу WAKO.[32]
- 21 серпня — Ілля Ковтун завоював «срібло» на паралельних брусах на Чемпіонаті Європи зі спортивної гімнастики[33]
- 29 серпня — черкащанин Артем Лукашук на Іграх воїнів (англ. Warrior Games) у складі команди України здобув п'ять медалей: золото — на 100 метрах і 200 метрах, срібло — в естафеті 4×100 м, у кульовій стрільбі з гвинтівки та у змаганнях з волейболу сидячи.[34]
- 22 жовтня — Сергій Куліш став переможцем чемпіонату світу-2022 з кульової стрільби[35]

## Нагороджено, відзначено

### Державні нагороди
- 22 січня:
  - Мінаєва Бориса Пилиповича, професора Черкаського національного університету ім. Б. Хмельницького, нагороджено орденом «За заслуги» III ступеня;
  - Дульському Олександру Леонідовичу, адвокатові, присвоєно почесне звання «Заслужений юрист України»;
  - Сіліну Євгенію Олександровичу, заступнику директора Черкаського академічного обласного українського музично-драматичного театру ім. Т. Г. Шевченка, присвоєно почесне звання «Заслужений працівник культури України»;
  - Макушенко Зінаїді Іванівні, старшій медичній сестрі відділення Черкаської обласної дитячої лікарні, присвоєно почесне звання «Заслужений працівник охорони здоров'я України»[36].
- 23 березня — Михайлюку Юрію Володимировичу, капітану Збройних сил України, присвоєно звання Герой України з врученням ордена «Золота Зірка»[37].
- 28 березня — Секрета Ярослава Володимировича, старшого лейтенанта ЗСУ, нагороджено орденом «За мужність» II ступеня[38].
- 27 квітня — Косенка Івана Юрійовича, молодшого сержанта ЗСУ, черкащанина, нагороджено орденом «За мужність» III ступеня[39][40]
- 2 травня — Бобрижного Михайла Андрійовича, солдата ЗСУ, студента ЧДТУ, нагороджено орденом «За мужність» III ступеня[41].
- 3 травня — Собченка Олега Андрійовича, старшого солдата ЗСУ, черкащанина, нагороджено орденом «За мужність» III ступеня[42][43].
- 6 травня — Калієвського Владислава Ігоровича, уродженця м. Умань, нагороджено Хрестом бойових заслуг[44].
- 6 червня — Кухарчука Станіслава Вікторовича, черкащанина, спеціального кореспондента телеканалу «Інтер», нагороджено орденом «За заслуги» III ступеня.[45].
- 15 червня — Калієвського Владислава Ігоровича, уродженця м. Умань, нагороджено орденом Богдана Хмельницького III ступеня[46].
- 30 вересня — Кукліну Олегу Володимировичу, директору Черкаського державного бізнес-коледжу, присвоєно звання «Заслужений працівник освіти України»[47]
- 22 грудня — Карлова Геннадія Юрійовича, інженера групи філії Канівська ГЕС, нагороджено орденом «За заслуги» III ступеня[48].

### Інші нагороди
- 29 березня військовослужбовець Грибов Роман Валентинович нагороджений відзнакою «За заслуги перед Черкащиною»[49].

### Кокурси, премії
- Лауреатом канівської літературної премії імені Олекси Кобця стала Валентина Коваленко — за книгу «Втеча» (проза)[50].
- Лауреатом Всеукраїнської літературної премії імені Тодося Осьмачки став Іван Малюта за його повість «Двічі не вмирати».[51]

## Створено, засновано
- 2 грудня засновано Почесну відзнаку Черкаської обласної ради — нагрудний знак «Доблесть Черкащини»[52].

### Об'єкти природно-заповідного фонду
- 1 січня — Національний природний парк «Холодний Яр» площею 6 833,5071 га[53].

Рішенням Черкаської обласної ради протягом року створено об'єкти природно-заповідного фонду місцевого значення: ботанічні пам'ятки природи «Степові ділянки», «Степові схили», «Степова балка», «Шафран сітчастий», «Балка біля села Великі Канівці»; ботанічний заказник «Дзендзіри», парк-пам’ятка садово-паркового мистецтва «Сквер Надія».

## Померли
- 20 січня — Яструб Костянтин Пилипович, 86, керівник Черкаської області протягом 1991—1994 рр.[55]
- 15 лютого, Бушин Микола Іванович, 83, доктор історичних наук, професор Черкаського державного технологічного університету, заслужений працівник освіти України[56].
- 10 квітня — Косенко Іван Семенович, 81, директор Національного дендрологічного парку «Софіївка», член-кореспондент НАН України.[57]
- 17 травня — Клименко Віктор Іванович, український живописець і графік, заслужений діяч мистецтв України, Член Національної спілки художників України.[58]
- 9 червня — Захаренко Василь Антонович, 82, заслужений лікар України, завідувач кардіологічного відділення Уманської міської лікарні.[59]

### Загиблі під час російсько-української війни
- 6 лютого
  - Поліщук Назарій Іванович, 24. Старший солдат, військовослужбовець 28-ї механізованої бригади імені Лицарів Зимового Походу. Загинув поблизу Новомихайлівки на Донеччині. Він підірвався на невідомому вибуховому пристрої разом із побратимами. Поховано в рідному селі Вотилівка.[60] Нагороджений орденом «За мужність» III ступеня (посмертно).
- 24 лютого
  - Тацоха Максим Валерійович (25.07.1993), уродженець Уманського району, старший солдат. Загинув при виконанні військового обов'язку по захисту Чернігівщини.[61]
- 25 лютого
  - Глущенко Григорій Григорович, 31, командир взводу матеріального забезпечення ракетного дивізіону зенітно-ракетного полку, мешканець м. Черкаси. Загинув під час обстрілу колони ворожою авіацією під м. Яготин[62]. Нагороджений орденом «За мужність» III ступеня (посмертно).
  - Гриб Юрій Миколайович, мешканець с. Княжа (Звенигородський район).[63] Старший сержант. Загинув внаслідок ворожого обстрілу на Херсонщині.[64] Нагороджений орденом «За мужність» III ступеня (посмертно)[65].
  - Деренчук Павло Андрійович (04.02.2001), солдат, мешканець м. Золотоноша. Загинув внаслідок вертольотного обстрілу на Київщині[66] Нагороджений Медаллю «Захиснику Вітчизни» (посмертно).
  - Захаров Павло Миколайович, 23. Мешканець смт Катеринопіль. Молодший сержант. Загинув під час оборони Маріуполя.[67] Нагороджений орденом «За мужність» III ступеня (посмертно).
  - Насадюк Ілля Сергійович, 23, солдат ЗСУ, мешканець м. Золотоноша. Загинув під час обстрілу під Ніжином[66]. Нагороджений Медаллю «Захиснику Вітчизни» (посмертно).
  - Козюра Віталій Володимирович, 23, солдат ЗСУ, уродженець с. Антипівка Золотоніського району. Загинув під час вертольотного обстрілу під Ніжином. Нагороджено Медаллю «Захиснику Вітчизни» (посмертно)[66][68].
  - Кузьмін Олександр Сергійович, 29, уродженець Лисянського району. Головний сержант взводу — командир відділення зенітної ракетно-артилерійської батареї зенітного ракетно-артилерійського дивізіону 72 ОМБр. Загинув під час бойових дій у м. Києві.[69] Нагороджений орденом «За мужність» III ступеня (посмертно).
  - Литвин Андрій Васильович, 39, старший солдат, водій евакуаційної роти окремої механізованої бригади імені Чорних Запорожців, мешкав у с. Мліїв. Загинув у боях за Київ[70]. Нагороджений орденом «За мужність» III ступеня (посмертно).
  - Ніженський Юрій Вікторович, 42, підполковник ЗСУ, заступник командира окремого аеромобільного батальйону, уродженець Уманщини. Загинув під час запеклих боїв в м. Нова Каховка Херсонської області.[71] Нагороджений орденом Богдана Хмельницького II ступеня (посмертно).
  - Максименко Віктор Вікторович, 34, молодший сержант, командир відділення евакуаційної роти ремонтно-відновлювального батальйону окремої механізованої бригади імені Чорних Запорожців, мешкав у с. Березняки. Загинув у боях за Київ[70]. Нагороджений орденом «За мужність» III ступеня (посмертно)[72].
  - Пухтинський Антон Валентинович (1998), родом із Золотоніського району, солдат ЗСУ, стрільць-помічник гранатометника взводу охорони окремої десантно-штурмової бригади. Нагороджений орденом «За мужність» III ступеня (посмертно).[73]
  - Стецьків Віктор Володимирович, стрілець-зенітник, старший солдат ЗСУ, мешканець с. Трушівці Черкаського району. Загинув у м. Яготин Київської області, виконуючи бойове завдання із прикриття повітряного простору, попав під обстріл ворожого вертольоту.[74] Нагороджено Медаллю «Захиснику Вітчизни» (посмертно).
- 26 лютого:
  - Бевзенко Іван Валентинович, 24, солдат, гранатометник десантно-штурмового взводу, мешкав у с. Рацеве. Загинув поблизу Херсона. Поховано у с. Рацеве.[75] Нагороджений орденом «За мужність» III ступеня (посмертно).
  - Задорожний Андрій Сергійович (06.12.2001), старший солдат ЗСУ, уродженець Черкащини, загинув під час бойових дій у м. Києві[76]
  - Пасека Віталій Євгенійович, уродженець с. Княжа Криниця (Уманський район). Підполковник ЗС України. Нагороджений орденом «Богдана Хмельницького» III ступеня (посмертно).[77]
  - Пляченко Вадим Петрович (1981), уродженець міста Кам'янка, солдат, учасник ООС. Загинув у Чернігівській області. Поховано у с. Пляківка Черкаського району.[78]
  - Сирота Юрій Юрійович, 31, лейтенант, уродженець Черкащини, загинув під час бойових дій[76]. Нагороджений орденом «За мужність» III ступеня (посмертно).
- 27 лютого
  - Боїшко Богдан Миколайович, 26, сержант ЗСУ, мешканець смт Драбів, загинув у бою під Києвом[79]. Нагороджений орденом «За мужність» III ступеня (посмертно).
  - Птащенко Анатолій Володимирович, 46, солдат 72-ї окремої механізованої бригади імені Чорних Запорожців, уродженець Уманщини. Загинув внаслідок нападу противника.[80] Нагороджений орденом «За мужність» III ступеня (посмертно).
  - Терехов Владислав Ігорович, 20, курсант третього курсу НАСВ імені гетьмана Петра Сагайдачного. Мешкав у с. Мліїв. Загинув під Києвом у селі Петрівці[70]. Нагороджений орденом «За мужність» III ступеня (посмертно)[81].
- 2 березня
  - Гілявський Валерій Михайлович, 58, мешканець м. Сміла. Загинув у Києві[70]. Нагороджений орденом «За мужність» III ступеня (посмертно).[72]
  - Гончарук Назар Сергійович (13.04.1999), уродженець с. Гребля Уманського району. Загинув на Чернігівщині.[82]
  - Прока Дмитро Пилипович, 38 років, старший сержант ЗСУ, мешканець с. Зорівка Золотоніського району. Загинув внаслідок обстрілу поблизу м. Запоріжжя.[83] Нагороджений орденом «За мужність» III ступеня (посмертно).
  - Тарануха Олександр Валерійович, 44, полковник, керівник одного з підрозділів Держспецзв'язку в Харківській області. Загинув, героїчно захищаючи м. Харків. Похований у м. Городище.[75] Нагороджений орденом «За мужність» III ступеня (посмертно).
- 5 березня
  - Губа Юрій Петрович, 45, старший сержант, мешканець с. Матусів. Загинув при артобстрілі населеного пункту Зачатівка Волноваського району Донецької області.[84] Нагороджений орденом «За мужність» II ступеня (посмертно)[85].
  - Семенюк Олексій Миколайович (9.03.1985), молодший сержант ЗСУ, учасник АТО, черкащанин. Загинув біля міста Сєвєродонецьк[86]. Поховано в м. Черкаси[87]. Нагороджений орденом «За мужність» III ступеня (посмертно).
- 7 березня — Барилюк Юрій Авксентійович (03.04.1962), уродженець Уманського району. Стрілець — санітар механізованої роти окремої механізованої бригади імені Чорних Запорожців. Загинув під час запеклих бойових дій на Київщині. Нагороджений орденом «За мужність» III ступеня (посмертно).[88]
- 8 березня — Білоус Валерій Миколайович, 1986 р.н., військовослужбовець 95-ї окремої десантно-штурмової бригади, уродженець смт Драбів. Працював вчителем, у 2019 вступив на військову службу до ЗСУ за контрактом. Загинув від отриманого поранення на передовій.[89] Нагороджений орденом «За мужність» III ступеня (посмертно)[90].
- 9 березня:
  - Лисенко Євген Вадимович, 28, майор, льотчик-інструктор, командир авіаційної ескадрильї 204 БрТА, уродженець с. Ротмистрівка. Загинув у повітряному бою під Житомиром. Пілотував винищувач МіГ-29 і в протистоянні з двома російськими літаками встиг збити один з них, але загинув від ворожих систем ППО. Поховали Героя 12 березня у рідному селі Ротмистрівка.[91]. Нагороджений орденом «За мужність» III ступеня (посмертно)[92].
  - Полонський Юрій Анатолійович (1969), уродженець Монастирищенського району. Поховано у с. Нове Місто.[93] Нагороджений орденом «За мужність» III ступеня (посмертно).
- 10 березня:
  - Кімлик Володимир Іванович (18.04.1968), уродженець с. Романівка на Тальнівщині, боєць Добровольчого Українського Корпусу. Загинув на Броварському напрямку, що на Київщині.[94]
  - Кравченко Олексій Васильович, 43, мешканець Княжики (Уманський район). Молодший сержант, водій кулеметного взводу 30 ОМБр. Призваний за мобілізацією 26 лютого 2022 року. Загинув внаслідок артилерійського обстрілу позицій на Світлодарській дузі. Вдома залишилася дружина.[95]. Нагороджений орденом «За мужність» III ступеня (посмертно).
  - Пахомов Олег, 49, військовосужбовець, ветеран АТО/ООС. Загинув у бою біля с. Степне Волноваського району Донецької області.[96]
- 11 березня
  - Перепелиця Володимир Іванович, молодший сержант ЗСУ, черкащанин. Загинув у боях за м. Ізюм Харківської області, від ворожих обстрілів із «ГРАДу».[97] Нагороджений орденом «За мужність» II ступеня (посмертно).
  - Руденко Станіслав Валерійович, 48, солдат 72-ї окремої механізованої бригади імені Чорних Запорожців. Загинув під час бою в районі села Мощун Київської області. Поховано у м. Черкаси.[98] Нагороджений орденом «За мужність» III ступеня (посмертно)[90].
  - Сайчук Дмитро Анатолійович (12.11.1981), уродженець с. Летичівка (Уманський район), капітан 1 рангу. Загинув у бою з окупаційними військами на Бородянщині Київської області. Похований у Києві на Алеї Слави.[99]
- 12 березня
  - Білоусов Микола Юрійович (1987—2022), солдат ЗСУ, оператор протитанкового взводу механізованого батальйону. Загинув у с. Мощун Київської області. Поховано на території Мліївської сільської громади.[100] Нагороджений орденом «За мужність» III ступеня (посмертно).
  - Оношенко Сергій Петрович (1983 р.н.), мешканець м. Городище, солдат, старший оператор групи зв'язку та телекомунікацій взводу пересувних засобів зв'язку вузла 2 категорії. Загинув у боях під Києвом.[78] Нагороджений орденом «За мужність» III ступеня (посмертно).[101].
  - Прокопчук Анатолій Павлович (1987). Трагічно загинув при виконанні службового обов'язку. Похований у Мліївській сільській громаді.[102] Нагороджений орденом «За мужність» III ступеня (посмертно).
- 13 березня
  - Коломієць Михайло Володимирович (1974), підполковник, мешканець с. Макіївка. Загинув у с. Старичі Львівської області внаслідок ракетного удару.[103]
  - Кучерявий Віталій Вікторович (7.08.1979), уродженець с. Водяне (Шполянський район), полковник ДПСУ. Загинув у бою.[104]. Герой України з удостоєнням ордена «Золота Зірка» (посмертно).[105]
  - Панченко Андрій Григорович, головний сержант 2-го мотопіхотного взводу 1 мотопіхотної роти. Загинув під час ворожого масованого артилерійського обстрілу та авіаційних ударів у населеному пункті Зелений Гай (Миколаївська область)[103][106]
- 14 березня:
  - Копитов Владислав В'ячеславович (1998), старший солдат, вогнеметник роти радіаційного, хімічного та бактеріологічного захисту. Поховано в Городищенській громаді.[107] Нагороджений орденом «За мужність» III ступеня (посмертно).[108].
  - Куліков Денис Дмитрович (7.10.2001), старший сержант. Загинув під час артилерійського обстрілу в районі с. Мощун, що на Київщині. Поховали героя у селі Майданецьке.[109] Нагороджений орденом «За мужність» III ступеня (посмертно).
  - Лолашвілі Бадрі Годердзійович, 42. Мешканець м. Драбів. Лейтенант 72 ОМБр. Загинув внаслідок запеклого бою в селі Мощун Київської області. Похований у Драбові. Нагороджений орденом «За мужність» III ступеня та орденом Богдана Хмельницького ІІІ ступеня (посмертно).[110]
  - Положай Андрій (23.06.1992), військовослужбовець ЗСУ, уродженець с. Крутьки (Золотоніський район). Учасник АТО. На фронт пішов добровольцем. Поховано у Чорнобаївському районі.[106][111]
  - Харченко Ігор Іванович, 55, старший лейтенант. Здобув військову освіту у Київському вищому командному загальновійськовому училищі. У 2020 році підписав контракт на проходження військової служби в ЗСУ. Загинув, захищаючи Київ. Поховано в м. Звенигородка.[112] Нагороджений орденом «Богдана Хмельницького» III ступеня (посмертно).
  - Харченко Роман В'ячеславович (14.10.1999). Загинув у районі с. Мощун на Київщині унаслідок артбстрілу. Поховано у с. Юркове Шевченківської ТГ.[109] Нагороджений орденом «За мужність» III ступеня (посмертно).
- 16 березня:
  - Берчак Іван Васильович (1982), загинув біля с. Кам'янка Ізюмського району Харківської області. Поховано у м. Кам'янка.[113][114] Нагороджений орденом «За мужність» III ступеня (посмертно)[90].
  - Хижняк Петро Петрович (1963), сержант, водій-кулеметник інженерно-саперного взводу, уродженець с. Пастирське. Майже все життя прожив у Смілі. У 2019 пішов за контрактом у ЗСУ. Загинув під час артилерійського обстрілу під Харковом.[78][115] Нагороджений орденом «За мужність» III ступеня (посмертно)[90].
- 18 березня
  - Моргун Артур Анатолійович (19.09.1996), уродженець с. Сегединці, старший матрос. Загинув внаслідок бомбардування м. Миколаїв російською авіацією. Поховали героя в рідному селі Сегединці.[109]
  - Степаненко Микола Петрович (31.01.1972), штаб-сержант. Загинув під час артилерійського обстрілу в районі с. Мощун на Київщині. Поховано у с. Озірна. У героя залишилися батьки, дружина та неповнолітній син.[109] Нагороджений орденом «За мужність» III ступеня (посмертно).
  - Чеботар Леонід Ігорович (22.06.2002), народився на Миколаївщині, морський піхотинець. Загинув у місті Миколаїв. Поховано у с. Кобиляки Водяницької ТГ.[109]
  - Шестак Сергій Віталійович (22.06.1988-18.03.2022?), військовослужбовець ЗСУ. Уродженець Чернігівщини, останні роки проживав у м. Черкаси; гравець аматорської футбольної команди «Черкаські козаки». Загинув у бою під Волновахою.[116] Нагороджений орденом «За мужність» III ступеня (посмертно).
- 19 березня — Гриценко Ілля Вікторович (1997), лейтенант Збройних Сил України, трагічно загинув при виконанні службового обов'язку[78]. Нагороджений орденом «За мужність» III ступеня (посмертно).
- 20 березня:
  - Жупинас Тарас Олегович (09.08.1994), уродженець с. Білозір'я, сержант, старший водій-радіотелефоніст взводу забезпечення реактивного дивізіону бригадної артилерійської групи. Загинув під час оборони м. Києва.[78][117] Нагороджений орденом «За мужність» III ступеня (посмертно).
  - Михайлов Рустам Васильович (1984), уродженець Уманського району, молодший сержант, командир десантно-штурмового відділення, окремої десантно-штурмової бригади. Загинув у бою під Волновахою.[118] Нагороджений орденом «За мужність» III ступеня (посмертно)[90].
  - Сапетко Микола Олександрович, 27, солдат, інструктор групи підготовки десантно-штурмового батальйону, уродженець м. Києва. Загинув в районі Кам'янки Ізюмського району Харківської області. Поховано в с. Летичівка Уманського району.[119] Нагороджений орденом «За мужність» III ступеня (посмертно)[90].
- 21 березня
  - Комісар Олексій Вікторович (24.11.1975), молодший сержант, уродженець Уманщини. Був начальником наземного запитувача радіолокаційної станції окремого радіотехнічного батальйону. Загинув внаслідок ворожого ракетного обстрілу.[120] Нагороджений орденом «За мужність» III ступеня (посмертно).
- 22 березня:
  - Гугленко Віктор Володимирович (1969), житель села Галаганівка Чигиринської громади, сержант бригадної артилерійської групи. Загинув у місті Костянтинівка Донецької області.[121] Нагороджений орденом «За мужність» III ступеня (посмертно)[90].
  - Коломієць В'ячеслав Федорович (29.08.1990), уродженець с. Завадівка, проживав у с. Валява, військовослужбовець ЗСУ. Загинув під Києвом внаслідок обстрілів «Градів».[122]
  - Коцуконь Олександр Олександрович (1999), мешканець с. Телепине. Загинув під час оборони Маріуполя. Нагороджений орденом «За мужність» III ступеня (посмертно).[123]
  - Сорока Олександр Рустемович, 24. Мешканець с. Благодатне. Старший матрос, військовослужбовець 36 ОБрМП. Загинув під час захисту Маріуполя. Нагороджений орденом «За мужність» III ступеня (посмертно).[124]
  - Литвин Віктор Олексійович (1967), уродженець Уманського району, майор десантно-штурмових військ. Загинув захищаючи від отриманих травм під час авіаудару в Донецькій області.[118] Нагороджений орденом Богдана Хмельницького III ступеня (посмертно)[90].
  - Мартиненко Євгеній Васильович, 22, уродженець селища Лисянка, військовослужбовець ЗСУ, боєць 95-ї десантно-штурмової бригади. Загинув на сході України.[125] Нагороджений орденом «За мужність» III ступеня (посмертно)[90].
  - Тьопенко Віктор Миколайович (9.06.1972), уродженець с. Заліське. Загинув у с. Суха Кам'янка Харківської області.[126] Нагороджений орденом «За мужність» III ступеня (посмертно).
- 24 березня:
  - Левченко Юрій Васильович (01.01.1987), майстер-старшина, командир навчального взводу, викладач навчальної роти школи підготовки корабельного проживав складу. Мешкав у Миколаєві. Загинув від отриманих травм. Похований на Батьківщині у селі Носачів.[78][127] Нагороджений орденом «За мужність» III ступеня (посмертно).
  - Шевченко Руслан Андрійович, народився у с. Набутів 1978 року, проживав у місті Херсон, старший солдат. Загинув під Житомиром. Поховано у рідному селі.[78] Нагороджений орденом «За мужність» III ступеня (посмертно).[128]
  - Шкуропацький Дмитро Васильович (05.03.1990), уродженець Христинівщини. Старший солдат, заступник командира бойової машини — навідник оператор механізованого відділення механізованого взводу окремої механізованої бригади імені короля Данила. Загинув під час артилерійського обстрілу в населеному пункті Новозванівка (Луганська область).[129]
- 25 березня:
  - Гондюк Сергій Ігорович (1990), народився у селі Матусів, з 1997 року проживав у місті Корсунь-Шевченківський. Головний сержант механізованої роти механізованого батальйону окремої механізованої бригади імені князя Костянтина Острозького. Загинув, захищаючи Батьківщину від російських окупантів. Поховано в м. Корсунь-Шевченківський[121] Нагороджений орденом «За мужність» III ступеня (посмертно).
  - Лисенко Євгеній Станіславович, 26. Загинув внаслідок мінно-вибухової травми в районі н.п. Верхньопілля (Малюнкове) Харківської області.[109]
  - Плахотній Валерій Володимирович (1970), житель міста Чигирин, командир відділення мотопіхотної роти мотопіхотного батальйону. Загинув внаслідок артилерійського обстрілу окупантами по позиціях на Київщині.[121] Нагороджений орденом «За мужність» III ступеня (посмертно).
- 26 березня
  - Добрянський Олександр Васильович, 41, мешканець м. Христинівка. Військовослужбовець ЗСУ. Загинув під час артилерійського обстрілу позицій ЗСУ. Нагороджений орденом «За мужність» III ступеня (посмертно).[130]
- 27 березня
  - Кедря Святослав Олександрович (2000), загинув у місті Волноваха, захищаючи Батьківщину від окупантів. Поховано у Медведівській ТГ[131].
  - Кравченко Дмитро Віталійович (17.03.1996), молодший сержант, командир кулеметного відділення окремого десантно-штурмового батальйону, уродженець Уманщини. Загинув від мінно-вибухової травми в селі Кам'янка Харківської області.[132]
- 31 березня:
  - Веділін Олександр Олексійович (25.11.1980), уродженець м. Корсунь-Шевченківський, офіцер військового управління тактичного рівня Морської охорони Держприкордонслужби. Загинув у Маріуполі.[133] Нагороджений орденом «За мужність» III ступеня (посмертно).
  - Цибко Олексій Олександрович, 55, мер міста Сміла протягом 2015—2017 рр. Загинув під Бучею.[134]
- 3 квітня
  - Дерев'янко Олександр Анатолійович, 24, мешканець м. Черкаси. Загинув у боях за Маріуполь.[135] Нагороджений орденом «За мужність» III ступеня (посмертно).
- 5 квітня
  - Березняк Олександр Петрович (1981), проживав із сім'єю у місті Сміла. Загинув під час артилерійського обстрілу у місті Рубіжне Луганської області.[102][136]
  - Майор Святослав Іванович (2001), мешканець с. Шелепухи. Старший стрілець механізованого відділення 57 окремої мотопіхотної бригади імені кошового отамана Костя Гордієнка. Загинув під час виконання бойового завдання в районі населеного пункту Нижнє Луганської області.[137]
- 6 квітня
  - Бокітько Віктор Юрійович (09.05.1972), уродженець Смілянського району. Солдат, стрілець-помічник гранатометника механізованого відділення механізованого взводу окремої мотопіхотної бригади. Загинув під час бойових дій в районі селища Нижнє Луганської області.[138]
  - Чалий Роман Вікторович (01.02.1998), солдат, уродженець Маньківщини. Сарший навідник мінометної батареї механізованого батальйону окремої механізованої бригади імені Лицарів Зимового Походу. Загинув під час запеклих боїв на Миколаївщині.[139]
- 9 квітня
  - Апостолов Олександр Валерійович (2.04.1983), уродженець с. Новоселиця Катеринопільського району. Загинув, захищаючи Україну від російських загарбників, внаслідок осколкових поранень.[140]
  - Засунько Григорій Миколайович (24.09.1973), уродженець с. Вербовець Катеринопільського району. Загинув, захищаючи Україну від російських загарбників, внаслідок осколкових поранень.[140]
  - Соколовський Ростислав Сергійович (1989), уродженець Шполянщини. Молодший сержант, командир гармати самохідного артилерійського взводу 36-ї окремої бригади морської піхоти імені контрадмірала Михайла Білинського. Загинув у м. Маріуполь.[141] Нагороджений орденом «За мужність» III ступеня (посмертно).
- 10 квітня
  - Любчик Анатолій Миколайович (18.06.1970), уродженець Смілянщини, командир господарчого відділення взводу матеріального забезпечення танкового батальйону окремої танкової бригади. Загинув внаслідок ракетного удару поблизу села Воздвиженка Донецької області.[142] Нагороджений орденом «За мужність» III ступеня (посмертно).
- 11 квітня:
  - Анін Руслан Юрійович, черкащанин. Боєць полку «Азов». Загинув під час виконання бойового завдання на сході України[143].
  - Артемчук Олександр Ігорович, уродженець Уманщини, солдат зенітно-артилерійського взводу окремої десантно-штурмової бригади. Загинув поблизу села Довгеньке Ізюмського району Харківської області.[144]
  - Шеляг Віталій Григорович (24.07.1985), уродженець м. Черкаси, стрілець Добровольчого батальйону «ОДЧ Карпатська Січ». Загинув на Харківщині. Поховано в м. Черкаси.[145]
- 16 квітня
  - Захарченко Олександр Григорович (8.09.1964), уродженець с. Майданецьке Тальнівського району, корінний житель с. Криві Коліна. Боєць добровольчого батальйону «ОДЧ Карпатська Січ». Загинув у боях поблизу м. Ізюм на Харківщині.[146]
- 17 квітня
  - Волик Леонід Іванович, 37, мешканець с. Геронимівка. Старший сержант ЗСУ. Загинув поблизу смт Новотошківське на Луганщині.[147]
  - Орленко Юрій Миколайович (1977), солдат-навідник механізованого відділення, механізованого взводу механізованої роти механізованого батальйону. Поховано в Смілянській громаді.[107]
- 18 квітня
  - Березневич Олександр Миколайович (20.11.1993-18.04.2022), уродженець Смілянського району. Молодший сержант, стрілець-снайпер механізованого відділення окремої мотопіхотної бригади. Загинув під час артилерійського обстрілу поблизу селища Новотошківське Луганської області.[107][148] Нагороджений орденом «За мужність» III ступеня (посмертно)[149].
  - Бугайов Артем Вадимович (22.08.1997), уродженець с. Полянецьке Уманського району. Старший солдат, стрілець-помічник гранатометника десантно-штурмового взводу окремої десантно-штурмової бригади. Загинув під час виконання бойового завдання, поблизу села Рідкодуб Донецької області.[150]
  - Демиденко Олег Вікторович (1985), молодший сержант. Поховано в Білозірській громаді.[107] Нагороджений орденом «За мужність» III ступеня (посмертно)[149].
- 19 квітня — Проценко Вадим Анатолійович (1992). Солдат, оператор протитанкового відділення протитанкового взводу механізованого окремого батальйону 30 ОМБр. Загинув на Донеччині. Поховано в Корсунь-Шевченківській громаді. Нагороджений орденом «За мужність» III ступеня (посмертно)[128].
- 21 квітня — Работін Ігор Миколайович (05.11.1991), уродженець м. Черкаси. Сержант, командир господарчого відділення взводу матеріального забезпечення десантно-штурмового батальйону окремої десантно-штурмової бригади. Загинув поблизу селище Довгеньке Донецької області.[151] Нагороджений орденом «За мужність» III ступеня (посмертно).
- 22 квітня — Мартинченко Валентин Вікторович (03.04.1999), уродженець Корсунщини. Командир відділення десантно-штурмового взводу окремої десантно-штурмової бригади. Загинув в районі села Зарічне Донецької області.[152]
- 24 квітня — Мруженко Михайло Миколайович (15.02.1978), уродженець селища Єрки, Звенигородський район. Учасник АТО на сході України. Солдат ЗСУ. Загинув на Донеччині внаслідок ворожого артилерійського обстрілу.[153] Нагороджений орденом «За мужність» III ступеня (посмертно)[90].
- 26 квітня:
  - Корж Сергій Миколайович (1965), народився в с. Степне, Усольського району, Іркутської області (росія), проживав у селі Ірдинь Білозірської ТГ. Сержант ЗСУ, загинув у м. Попасна Луганської області.[154] Нагороджений орденом «За мужність» III ступеня (посмертно)[155].
  - Пахомов Євгеній Сергійович (1979), мешканець м. Черкаси. Старший солдат 118 ОБрТрО. Загинув у Попасній, на Луганщині.[156] Нагороджений орденом «За мужність» III ступеня (посмертно)[155].
  - Собко Павло Іванович, заступник директора КП «Міськсвітло» Черкаської міської ради. З 2014 був армійським волонтером («Волонтери Черкащини. Група Койоти»). Із початком російського вторгнення став до лав 24-ї механізованої бригади ЗС України. Загинув у боях біля Попасної.[157] Нагороджений орденом «За мужність» III ступеня (посмертно)[155].
  - Туренко Андрій Миколайович(04.02.1976), уродженець Черкас, старший сержант, технік роти бригади Черкаської ТРО. Загинув поблизу міста Попасна Луганської області.[158] Нагороджений орденом «За мужність» III ступеня (посмертно)[155].
- 27 квітня — Ковтун Олексій Валерійович (28.08.1993), уродженець Корсунь-Шевченківського району. Старший солдат, стрілець-снайпер механізованого відділення окремої механізованої бригади. Загинув під час мінометного обстрілу в районі міста Сєвєродонецьк Луганської області.[159] Нагороджений орденом «За мужність» III ступеня (посмертно).
- 28 квітня:
  - Желтяков Сергій Анатолійович, 44, майор ДПС України. Загинув біля н.п. Солодке Донецької області. Поховано в м. Черкаси.[160]
  - Осадчий Костянтин Володимирович, 45, сержант ДПС України. Загинув біля н.п. Солодке Донецької області. Поховано в м. Черкаси.[160]
  - Осадчий Віталій Володимирович, 38, стрілець-регулювальник, солдат бригади Черкаської ТРО. Загинув поблизу міста Попасна Луганської області. Нагороджений орденом «За мужність» III ступеня (посмертно)[155].
- 30 квітня — Старинець Євгеній Євгенійович (15.05.1975), протягом 2017—2019 обіймав посаду менеджера філії АТ НСТУ «Черкаська регіональна дирекція» Суспільне Черкаси, до цього працював на посаді заступника директора філії з фінансових питань. Солдат Черкаської ТРО. Загинув у боях за м. Попасна.[161] Нагороджений орденом «За мужність» III ступеня (посмертно)[155].
- 2 травня:
  - Дідківський Вадим Юрійович (16.10.1995), уродженець с. Гончариха, Звенигородський район. Солдат, командир відділення ССО «Азов Київ», тримав оборону на Київщині, а згодом на Донеччині. Загинув у бою за Маріуполь.[162] Нагороджений орденом «За мужність» III ступеня (посмертно)[163].
  - Меделян Георгій Миколайович (1979), мешканець м. Черкаси. Солдат 118 ОБрТрО. Помер від осколкового поранення у Попасній, на Луганщині.[156] Нагороджений орденом «За мужність» III ступеня (посмертно)[155].
- 3 травня — Курченко Володимир Сергійович, 23. Уродженець м. Черкаси. Солдат, водій полку «Азов». Загинув під час оборони Маріуполя. Нагороджений орденом «За мужність» III ступеня (посмертно).[164]
- 4 травня:
  - Геліконов Володимир Сергійович (03.03.1996), уродженець міста Черкаси, старший солдат, стрілець — помічник гранатометника Черкаської ТРО. Загинув поблизу міста Попасна Луганської області.[165] Нагороджений орденом «За мужність» III ступеня (посмертно)[155].
  - Івасівка Віталій Олександрович, 33, мешканець с. Мошурів. Старший солдат, заступник командира бойової машини навідника-оператора механізованої роти механізованого батальйону; загинув у бою з розвідувально-диверсійною групою противника в Луганській області.[166] Нагороджений орденом «За мужність» III ступеня (посмертно)[45].
- 5 травня:
  - Ковіта Сергій Валентинович (24.07.1995), уродженець с. Лебедин, Шполянського району. Командир відділення механізованої роти 72 ОМБр. Загинув при визволені населеного пункту Українка на Харківщині.[167] морденом «За мужність» III ступеня (посмертно)[168].
  - Сіваков Михайло Анатолійович (24.05.1995), уродженець Звенигородського району. Старший солдат, командир відділення механізованої роти 72 ОМБр. Загинув під артилерійського обстрілу важкого калібру в районі села Перемога Харківської області.[169] Нагороджений орденом «За мужність» III ступеня (посмертно)[170].
- 7 травня — Козелець Віталій Павлович, 44. Уродженець Рівненської області, мешкав у с. Малий Ржавець. Учасник АТО на сході України. Солдат. Загинув у ході бойових дій під час обстрілу. Нагороджений орденом «За мужність» III ступеня (посмертно).[171].
- 8 травня — Ходаківський Володимир Володимирович. Черкащанин, навчався у ЧНУ. ім. Б. Хмельницького. Старший солдат полку «Азов». Загинув у Маріуполі.[172] Нагороджений орденом «За мужність» III ступеня незадовго до загибелі.[173]
- 22 травня:
  - Бойко Олександр Васильович, Дяченко Станіслав Вікторович, Прудкий Олег Вікторович, Сагайдак Віталій Миколайович — поліцейські відділу з проведення спеціальних операцій управління «КОРД» Головного управління Національної поліції у Черкаській області. Загинули внаслідок ракетного обстрілу в Запорізькій області.[174].
- 25 травня — Книрик Андрій Володимирович, 45, уродженець м. Черкаси. Головний сержант механізованого взводу окремої механізованої бригади імені Чорних Запорожців. Загинув внаслідок танкового обстрілу позицій підрозділу поблизу селища Ниркове Луганської області.[175] Нагороджений орденом «За мужність» III ступеня (посмертно)[176].
- 6 червня — Габрильчук Віталій Васильович (11.04.1981), уродженець м. Христинівка. Старший солдат, навідник-оператор розвідувального взводу 72 ОМБр. Загинув у районі села Ниркове Луганської області.[177] Нагороджений орденом «За мужність» III ступеня (посмертно)[178].
- 10 червня — Грасько Олександр Григорович, 32 роки. Мешканець с. Хрестителеве Золотоніський район. У 2015—2016 роках обороняв Україну в АТО. Солдат, стрілець-зенітник. Загинув поблизу села Миколаївка Донецької області.[179]. Нагороджений орденом «За мужність» III ступеня (посмертно)[180]
- 11 червня — Герасимчук Марина Павлівна, мешканка с. Драбове-Барятинське Золотоніський район. З 2017 року захищала Україну на Сході за контрактом. Сержант, старший бойовий медик роти вогневої підтримки. Загинула у Попаснянському районі на Луганщині під час евакуації поранених.[179] Нагороджена орденом «За мужність» III ступеня (посмертно)[180].
- 15 червня — Ус Анатолій Вікторович, 49, уродженець Звенигородщини. Старший солдат, оператор групи спеціального призначення окремого полку.[181] Нагороджений орденом «За мужність» III ступеня незадовго до загибелі[182].
- 18 червня — Наконечний Павло Юрійович, 25, громадський діяч, засновник ГО «Поклик Яру». Загинув на Миколаївщині.[183]
- 20 червня:
  - Оржехівський Михайло Петрович (1975), мешканець с. Топилівка Черкаського району. Загинув внаслідок здійснення противником артилерійського обстрілу по позиціях.[184] Нагороджений орденом «За мужність» III ступеня (посмертно).[185]
  - Талапацький Артем Володимирович (1982), мешканець уманщини. На війні він був старшим водієм-радіотелефоністом відділення 92 ОМБр. Загинув внаслідок бойових дій на Харківщині.[186] Нагороджений орденом «За мужність» III ступеня (посмертно).[187]
- 22 червня:
  - Вишковський Олексій Андрійович, уродженець Черкас. Солдат, водій механізованого взводу. Загинув у районі села Веселе Ясинуватського району Донецької області.[188] Нагороджений орденом «За мужність» III ступеня (посмертно).[189]
  - Мандрика Віталій Васильович, уродженець Катеринополя. Загинув на Донеччині, виконуючи бойове завдання.[190] Нагороджений орденом «За мужність» III ступеня (посмертно).[189]
- 26 червня — Соколов Олександр Вікторович (1988), мешканець смт Цвіткове Черкаського району. Старший солдат 72 ОМБр. Загинув на Донеччині.[184][191] Нагороджений орденом «За мужність» III ступеня (посмертно)[187].
- 30 червня — Юрчик Сергій Вікторович, мешканець Золотоніського району, молодший лейтенант 58 ОМПБр. Загинув у бою. Удостоєний звання Герой України (посмертно, 23.08.2024).[192]
- 1 липня — Путря Юрій Петрович, мешканець Шполянської ОТГ. Солдат 72-ї окремої механізованої бригади. Загинув поблизу населеного пункту Вершина Донецької області.[193] Нагороджений орденом «За мужність» III ступеня (посмертно).
- 4 липня — Кузьмін Віталій Володимирович, 48, мешканець с. Легедзине. Учасник АТО на схоід України. Старший солдат, механік-водій танкового батальйону. Загинув біля с. Богородичне Донецької області.[194] Нагороджений орденом «За мужність» III ступеня (посмертно).
- 6 липня — Степовик Олександр Васильович, 1972 р.н., уманчанин. Брав участь у бойових діях під час АТО. Загинув у Донецькій області.[195] Нагороджений орденом «За мужність» III ступеня (посмертно).
- 8 липня — Жицький Сергій Васильович, мешканець м. Черкаси. Старший стрілець взводу 72 ОМБр. Нагороджений орденом «За мужність» ІІІ ступеня (3.05.2022). Загинув унаслідок артилерійського обстрілу поблизу м. Бахмута Донецької області.[196]
- 9 липня — Бібік Жасміна Михайлівна, 29. Уродженка м. Черкаси, мешкала в с. Олександрівка Жашківського району. Сержант, санінструктор 24-ї ОМБр. Загинула під час ракетного удару в м. Часів Яр Бахмутського району Донецької області.[197] Нагороджена орденом «За мужність» III ступеня (посмертно).
- 13 липня — Петушков Олександр Володимирович, 48. Молодший сержант, командир стрілецького відділення. Загинув біля м. Сіверськ на Донеччині. Похований у м. Звенигородка.[198] Нагороджений медаллю «За військову службу Україні» (посмертно).
- 15 липня — Драний Володимир Андрійович, 32. Мешканець м. Катеринопіль. Молодший сержант, стрільць-помічник гранатометника механізованої роти 72 ОМБр. Загинув від поранень, яких зазнав внаслідок здійснення противником артилерійського обстрілу позицій поблизу міста Бахмут Донецької області. Похований у с. Гуляйполе (Звенигородський район).[199] Нагороджений орденом «За мужність» III ступеня (посмертно).
- 18 липня — Якубенко Олександр Степанович, уродженець Черкащини. Працював начальником Міжрегіонального управління НАДС. Капітан, заступник командира стрілецького батальйону з морально-психологічного забезпечення 72 ОМБр Загинув у Донецькій області. Похований у Набутівській громаді.[200] Нагороджений орденом Богдана Хмельницького III ступеня (посмертно).
- 19 липня — Мендруль Владислав Володимирович, 28. Уродженець м. Олександрія, мешкав у м. Ватутіне. Старший лейтенант, командир взводу батареї артилерійського дивізіону. Загинув внаслідок артилерійського обстрілу на Миколаївщині.[201] Нагороджений орденом Богдана Хмельницького III ступеня (посмертно).
- 21 липня — Герман Володимир Миколайович, 42, уродженець с. Ліпляве. Учасник АТО. Старший солдат, головний сержант взводу механізованої роти механізованого батальйону. Загинув у Донецькій області.[202] Нагороджений орденом «За мужність» III ступеня (посмертно).
- 29 липня:
  - Геріх Владислав Станіславович, 24, уродженець Смілянського району. Капітан-лейтенант ЗСУ. Нагороджений орденом «За мужність» III ступеня. Вбитий росіянами в колонії в Оленівці.
  - Міщенко Олександр Сергійович, 27. Мещканець м. Городище. Старший солдат, оператор батареї протитанкових керованих ракет 72 ОМБр. Загинув внаслідок ракетного обстрілу на Донеччині. Похований у м. Городище.[203] Нагороджений орденом «За мужність» III ступеня (посмертно).
- 3 серпня — Новосад Юрій Анатолійович, мешканець Катеринопільщини. Учасник АТО на сході України. Нагороджений орденом «За мужність» ІІІ ступеня. Старший солдат, старший стрілець 72 ОМБр. Загинув на Донеччині. Похований у с. Луківка. Нагороджений орденом «За мужність» III ступеня (посмертно)[204].
- Сокотуха Руслан Віталійович, 27. Мешканець с. Ризине Звенигородського району. Старший солдат 30 ОМБр. Загинув на Харківщині. Нагороджений орденом «За мужність» III ступеня (посмертно).[205]
- 19 серпня — Купрєєв Юрій Олександрович, 33, мешканець м. Корсунь-Шевченківський. Солдат, старший навідник гармати гаубичного взводу артилерійської батареї. Загинув поблизу м. Бахмуту Донецької області.[206] Нагороджений орденом «За мужність» III ступеня (посмертно).
- 22 серпня — Миронов-Гальченко Дмитро Вікторович, 18. Мешканець м. Золотоноша. Був студентом Золотоніського фахового коледжу ветеринарної медицини Білоцерківського НАУ. Солдат ЗСУ. Загинув внаслідок артилерійського та мінометного обстрілу поблизу с. Павлівки Волноваського району на Донеччині. Нагороджений орденом «За мужність» III ступеня (посмертно).[207]
- 1 вересня — Гайдаєнко Руслан Іванович, 35 років. Мешканець м. Тальне. Молодщий сержант, бойовий медик механізованої роти 72 ОМБр. Загинув від отриманих поранень внаслідок мінометного обстрілу на Донеччині.[208] Нагороджений орденом «За мужність» III ступеня (посмертно).
- 3 вересня — Кучугурний Євгеній Володимирович, 24. Мешканець с. Червона Слобода. Молодший лейтенант, командир стрілецької роти окремого батальйону 118 ОБрТрО. Загинув на Донеччині.[209]. Нагороджений орденом Богдана Хмельницького III ступеня (посмертно).
- 4 вересня — Кучерявий Анатолій Анатолійович, 33. Уродженець с. Водяне Шполянського району. Старший солдат, служив навідником штурмового взводу 24-го окремого штурмового батальйону «Айдар». У травні 2022 року нагороджений орденом «За мужність» ІІІ ступеня. Загинув на Донеччині.[210] Посмертно нагороджений орденом «За мужність» ІІ ступеня.
- 16 вересня — Наумович Артем Анатолійович, 34. Уродженець в м. Єнакієве Донецької області. Майстер-сержант, стрільць-помічник гранатометника 72 ОМБр. Загинув поблизу с. Водяне Мар'їнського району Донецької області. Похований у с. Скибин на Черкащині.[211] Нагороджений орденом «За мужність» III ступеня (посмертно).
- 22 вересня — Кандауров Олександр Володимирович, 24, мешканець с. Сатанівка Уманського району, старший солдат Збройних сил України. Загинув у Донецькій області.[212]. Герой України (2025, посмертно).
- 27 вересня — Ковальський Павло Олегович, 30. Уродженець с. Петрівка (нині — Хейлове) Монастирищенського району. Служив у 25 ОПДБр. Загинув на Донеччині. Нагороджений орденом «За мужність» III ступеня (посмертно).[213]
- 25 жовтня — Булаш Артем Сергійович, 33. Народився у м. Черкаси. Майстер спорту України з хокею на траві. Сродат, служив номером обслуги гранатометного відділення взводу вогневої підтримки десантно-штурмової роти десантно-штурмового батальйону. Загинув на Луганщині.[214] Нагороджений орденом «За мужність» III ступеня (посмертно).
- 30 жовтня — Остапенко Богдан Юрійович, 26. Уродженець м. Черкаси. Служив у Державній прикордонній службі. Загинув у районі н.п. Солодке Донецької області.[215] Нагороджений орденом «За мужність» III ступеня (посмертно).
- 11 листопада — Северенчук Богдан Михайлович (1991—2022). Мешканець м. Кам'янка. Працював юристом в Міністерстві культури та інформаційної політики України. Служив старшим навідником мінометного взводу мінометної батареї одного з підрозділів ЗСУ. Загинув в Луганській області.[216] Нагороджений орденом «За мужність» III ступеня (посмертно).
- 7 грудня:
  - Куратченко Михайло Вітальович, 43, полковник Національної поліції України, начальник ГУНПУ в Черкаській області. Загинув внаслідок підриву на міні у Херсонській області разом із п'ятьма іншими працівнками поліції. Герой України (посмертно).[217]
  - Мельник Ігор Олегович, капітан поліції. Нагороджений орденом «За мужність» III ступеня (посмертно).
  - Ненада Сергій Васильович, капітан поліції. Нагороджений орденом «За мужність» III ступеня (посмертно).
  - Періжок Вадим Русланович, капрал поліції. Нагороджений орденом «За мужність» III ступеня (посмертно).
- 16 грудня:
  - Мазуренко Віктор Олександрович, старший сержант поліції. Загинув від травм, отриманих у Херсонській області 7.12.2022. Нагороджений орденом «За мужність» III ступеня (посмертно).
  - Пустовіт Михайло Миколайович, лейтенант поліції. Загинув від травм, отриманих у Херсонській області 7.12.2022.[218] Нагороджений орденом «За мужність» III ступеня (посмертно).
- Дата підлягає уточненню:
  - Єлісєєв Костянтин Васильович, молодший сержант, мешканець м. Черкаси. Загинув у м. Маріуполь (орієнтовно у березні 2022 року)[219]. Нагороджений орденом «За мужність» III ступеня (посмертно)[220].
  - Калінченко Володимир Володимирович (1972), мешканець м. Черкаси. Водій комендантського відділення бригади. Загинув під Попасною, на Луганщині орієнтовно наприкінці квітня 2022 року. Нагороджений орденом «За мужність» III ступеня (посмертно)[155].
  - Шевчук Костянтин Вікторович (1988), старший лінійно-кабельного відділення зв'язку лінійно-кабельного взводу зв'язку. Загинув в населеному пункті Гуляйполе Запорізької області. Загинув орієнтовно наприкінці березня 2022 року. Поховано в Кам'янській міській громаді.[131][221]
  - Одноволик Олексій Сергійович, 39, уродженець смт Стеблів. Лейтенант, командир розвідувального взводу 1-го батальйону 46 ОДШБр. Загинув у липні 2022 року.[222] Нагороджений Орденом Богдана Хмельницького III ступеня (посмертно)..